# ISO/CEI 14755
ISO/CEI 14755, intitulé Méthodes de saisie de caractères du répertoire de l’ISO/CEI 10646 à l’aide d’un clavier ou d’autres unités d’entrée,  est une norme internationale de l’ISO et la CEI qui définit des méthodes d’entrée pour les caractères Unicode.

## Méthode d’entrée
La clause 5.1 de la norme spécifie une méthode d’entrée débutant par une séquence suivi de la représentation hexadécimale d’un point de code et finissant par une séquence. Sur certains systèmes, cette méthode se limite au plan multilingue de base (U+0000 à U+FFFF).

### Microsoft Windows
Dans Windows, si la clé de base de registre HKEY_CURRENT_USER\Control Panel\Input Method\EnableHexNumpad a la valeur « 1 », il est possible d’obtenir un caractère Unicode en maintenant la touche Alt appuyée, tout en entrant la séquence + du pavé numérique suivie de la valeur hexadécimale du point de code du caractère, le caractère est produit lorsque la touche Alt est relâchée. Certains agencements de clavier ne permettent pas à cette méthode de fonctionner.
Dans les applications RichEdit (en), comme WordPad ou Microsoft Word 2002, la méthode consiste à entrer la valeur hexadécimale du point de code du caractère (de 2 à 6 chiffres hexadécimaux) suivi des touches Alt + X ou Alt + C. Par exemple, entrer la séquence f1 suivi de Alt + X produit le caractère ‹ ñ › (ayant le point de code U+00F1). Si la valeur hexadécimale compte moins de 6 chiffres, elle ne doit pas être précédée par des chiffres ou lettres pouvant représenter des valeurs hexadécimales. Par exemple, entrer la séquence af1 suivi de Alt + X produit le caractère ‹ ૱ › (U+0AF1), par contre, enter la séquence a0000f1 suivi de Alt + X produit la chaine de caractères ‹ añ ›.
Inversement, il est aussi possible d’obtenir la valeur hexadécimale du point de code d’un caractère en pressant les touches Alt + Maj + X.

### Mac OS
Dans Mac OS (depuis la version 8.5), l’agencement de clavier Universel Unicode Hex permet d’entrer des caractères Unicode jusqu’à U+FFFF, il faut pour cela maintenir la touche ⌥ Opt appuyée tout en entrant la valeur hexadécimale à 4 chiffres du point de code du caractère produit lorsque la touche ⌥ Opt est relâchée.

### GTK+
Dans les applications utilisant les libraires GTK+, comme l’environnement GNOME, la méthode utilise les touches Ctrl + Maj + U comme séquence d’entrée, la séquence de fin peut être Espace, Entrée ou le relâchement de Ctrl + Maj selon le système.